# باتريك روث
باتريك روث (بالألمانية: Patrick Roth)‏ هو كاتب ألماني، ولد في 25 يونيو 1953 في فرايبورغ في ألمانيا.

## وصلات خارجية
- باتريك روث على موقع IMDb (الإنجليزية)
- باتريك روث على موقع مونزينجر (الألمانية)
- باتريك روث على موقع ديسكوغز (الإنجليزية)